# Фрідріх Трауготт Шмідт
Фрідріх Трауготт Шмідт (нім. Friedrich Traugott Schmidt; 19 квітня 1899, Шверін — 21 лютого 1944, Егейське море) — німецький військово-морський діяч, контрадмірал крігсмаріне.

## Біографія
2 жовтня 1915 року вступив добровольцем у ВМФ. Пройшов підготовку у військово-морському училищі в Мюрвіку (1916). Плавав на важкому крейсері «Фрейя» (1915/16) і лінійному кораблі «Імператриця» (1916), в березні-грудні 1917 і січні-вересні 1918 року — на важкому крейсері «Гебен» в Середземному морі. Після демобілізації армії залишений на флоті. З грудня 1918 року служив на міноносцях. З 1 квітня 1924 року — вахтовий офіцер на лінійному кораблі «Ельзас», з 1 жовтня 1925 року — «Ганновер». 4 жовтня 1926 року переведений радником і ад'ютантом в інспекцію бойової підготовки. З 21 вересня 1927 року — ад'ютант в Морському керівництві, одночасно в липні-вересні 1929 року командував протичовновою півфлотилією. 1 жовтня 1929 року призначений командиром міноносця «Леопард», але 30 вересня 1931 року повернувся в Морське керівництво і зарахований у Відділ флоту. З 29 вересня 1933 року — командир роти 2-го батальйону корабельної кадрованої дивізії «Остзе», з 29 серпня 1934 року — командир роти кадетів військово-морського училища в Мюрвіку. 2 квітня 1936 року очолив кадрований екіпаж 1-ї дивізії ескадрених міноносців, а 5 липня 1936 року призначений командиром навчального батальйону дивізії. 30 листопада 1936 року направлений в Кіль для приймання ескадреного міноносця «Леберехт Маас» і 14 січня 1937 року став його командиром. 30 вересня 1937 року призначений 1-м офіцером легкого крейсера «Нюрнберг», а 9 листопада 1938 року переведений в ОКМ генеральним радником Відділу морської оборони. В липні-листопаді 1940 року — офіцер зв'язку ВМС при штабі групи армій «А». З 12 травня 1941 року — начальник Відділу поповнень ОКМ. 20 липня 1942 року призначений командиром легкого крейсера «Емден» (одночасно у серпні-вересні 1942 року командував легким крейсером «Лейпциг»). З 10 вересня 1943 року — начальник берегових укріплень Істрії. Загинув в авіакатастрофі.

## Звання
- Кандидат в офіцери (2 жовтня 1915)
- Фенріх-цур-зее (13 липня 1916)
- Лейтенант-цур-зее (13 грудня 1917)
- Оберлейтенант-цур-зее (10 січня 1921)
- Капітан-лейтенант (1 жовтня 1928)
- Корветтен-капітан (1 квітня 1935)
- Фрегаттен-капітан (1 липня 1938)
- Капітан-цур-зее (1 лютого 1940)
- Контрадмірал (1 березня 1944, посмертно)

## Нагороди
- Хрест «За військові заслуги» (Мекленбург-Шверін) 2-го класу (8 червня 1916)
- Галліполійська зірка (Османська імперія; 23 січня 1918)
- Залізний хрест 2-го класу (25 січня 1918)
- Німецький кінний знак
  - в бронзі
  - в сріблі (18 березня 1936)
- Почесний хрест ветерана війни з мечами (28 листопада 1934)
- Німецький Олімпійський знак 2-го класу (30 січня 1936) — нагороджений 21 грудня 1936 року.
- Медаль «За вислугу років у Вермахті» 4-го, 3-го і 2-го класу (18 років; 2 жовтня 1936) — отримав 3 нагороди одночасно.
- Орден Корони (Югославія) 3-го ступеня (31 травня 1939)
- Орден Святого Савви 3-го ступеня (Королівство Югославія; 2 червня 1939)
- Медаль «У пам'ять 22 березня 1939 року» (26 жовтня 1939)
- Медаль «У пам'ять 1 жовтня 1938 року» (20 грудня 1939)
- Хрест Воєнних заслуг
  - 2-го класу з мечами (30 січня 1941)
  - 1-го класу з мечами (1 вересня 1942)
- Орден Корони короля Звоніміра 1-го класу з дубовим листям (Незалежна Держава Хорватія)
- Застібка до Залізного хреста 2-го класу (3 лютого 1944)